# Xavier Tillman
Xavier Justis Tillman Sr. (Grand Rapids, Míchigan; 12 de enero de 1999) es un baloncestista estadounidense que pertenece a la plantilla de los Boston Celtics de la NBA. Con 2,01 metros de estatura, juega en la posición de ala-pívot.

## Trayectoria deportiva

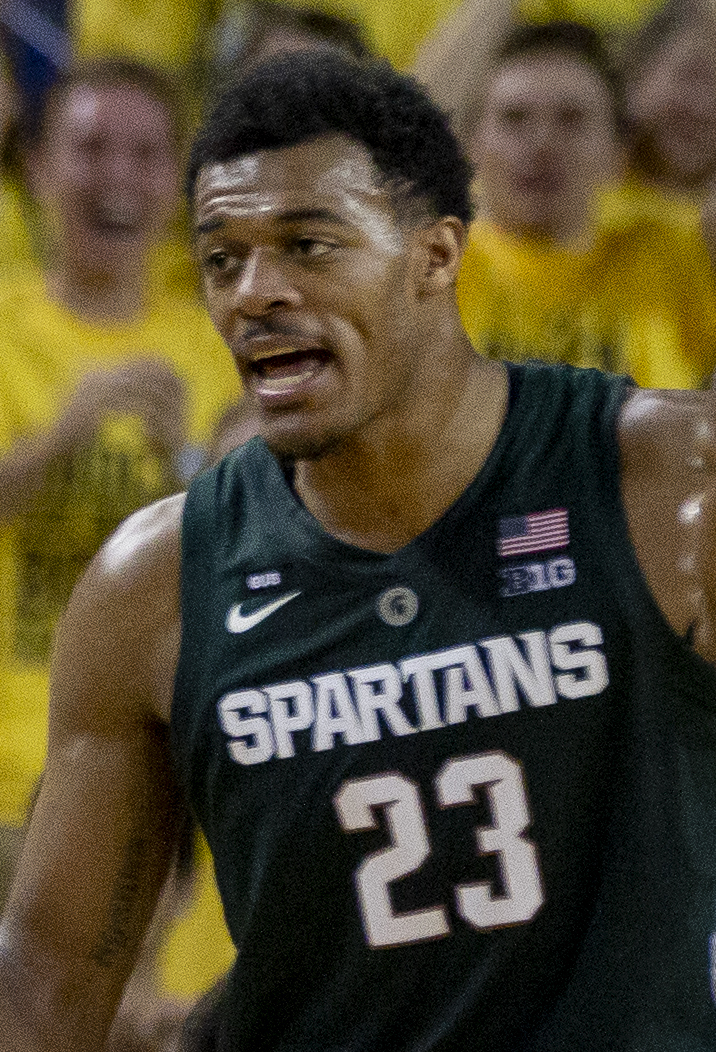
Tillman con Michigan State en 2019.

### Universidad
Jugó tres temporadas con los Spartans de la Universidad Estatal de Míchigan, en las que promedió 8,7 puntos, 6,6 rebotes, 1,6 asistencias y 1,5 tapones por partido. En 2019 fue elegido mejor sexto hombre de la Big Ten Conference, mientras que al año siguiente fue incluido por los entrenadores y la prensa especializada en el segundo mejor quinteto de la conferencia y en el mejor quinteto defensivo, además de ser elegido mejor defensor del año.
Al término de su tercera temporada se declaró elegible para el Draft de la NBA, renunciando así al año de universidad que le quedaba.

#### Estadísticas
| Año     | Equipo         | PJ  | PT | MPP  | %TC  | %3P  | %TL  | RPP  | APP | ROB | TPP | PPP  |
| ------- | -------------- | --- | -- | ---- | ---- | ---- | ---- | ---- | --- | --- | --- | ---- |
| 2017–18 | Michigan State | 35  | 0  | 8.7  | .650 | –    | .656 | 2.6  | .3  | .3  | .7  | 2.8  |
| 2018–19 | Michigan State | 39  | 14 | 24.0 | .605 | .296 | .732 | 7.3  | 1.6 | .9  | 1.7 | 10.0 |
| 2019–20 | Michigan State | 31  | 31 | 32.1 | .550 | .260 | .667 | 10.3 | 3.0 | 1.2 | 2.1 | 13.7 |
| Total   | Total          | 105 | 45 | 21.3 | .582 | .273 | .695 | 6.6  | 1.6 | .8  | 1.5 | 8.7  |

### Profesional
Fue elegido en la trigésimo quinta posición del Draft de la NBA de 2020 por los Sacramento Kings, pero esa misma noche sus derechos fueron traspasados a Memphis Grizzlies a cambio de Robert Woodard y una segunda ronda del draft de 2022.
Durante su cuarta temporada en Memphis, el 7 de febrero de 2024 es traspasado a Boston Celtics a cambio de Lamar Stevens. El 17 de junio de 2024 se convierte en campeón de la NBA tras la victoria de Boston en las Finales a Dallas Mavericks (4-1).

## Estadísticas de su carrera en la NBA
|  | Denota temporadas en las que fue Campeón de la NBA |

### Temporada regular
| Año     | Equipo  | PJ  | PT | MPP  | %TC  | %3P  | %TL  | RPP | APP | ROB | TPP | PPP |
| ------- | ------- | --- | -- | ---- | ---- | ---- | ---- | --- | --- | --- | --- | --- |
| 2020-21 | Memphis | 59  | 12 | 18.4 | .559 | .338 | .642 | 4.3 | 1.3 | .7  | .6  | 6.6 |
| 2021-22 | Memphis | 53  | 2  | 13.2 | .454 | .204 | .648 | 3.0 | 1.2 | .9  | .3  | 4.8 |
| 2022-23 | Memphis | 61  | 29 | 19.3 | .614 | .267 | .551 | 5.0 | 1.6 | 1.0 | .5  | 7.0 |
| 2023-24 | Memphis | 34  | 13 | 20.6 | .408 | .226 | .419 | 4.6 | 1.7 | 1.2 | 1.0 | 6.0 |
| 2023-24 | Boston  | 20  | 2  | 13.7 | .515 | .286 | .571 | 2.7 | 1.0 | .5  | .5  | 4.0 |
| Total   | Total   | 227 | 58 | 17.4 | .522 | .267 | .574 | 4.1 | 1.4 | .9  | .5  | 6.0 |

### Playoffs
| Año   | Equipo  | PJ | PT | MPP  | %TC  | %3P   | %TL   | RPP | APP | ROB | TPP | PPP |
| ----- | ------- | -- | -- | ---- | ---- | ----- | ----- | --- | --- | --- | --- | --- |
| 2021  | Memphis | 3  | 0  | 6.0  | .200 | .000  | —     | 1.0 | .3  | .3  | .0  | .7  |
| 2022  | Memphis | 9  | 6  | 15.4 | .720 | .500  | .500  | 3.3 | .7  | .7  | .1  | 4.4 |
| 2023  | Memphis | 6  | 6  | 30.5 | .533 | .250  | .600  | 8.0 | 3.2 | .7  | .7  | 8.7 |
| 2024  | Boston  | 8  | 0  | 8.6  | .625 | 1.000 | 1.000 | 1.8 | .4  | .4  | .4  | 1.5 |
| Total | Total   | 26 | 12 | 15.7 | .578 | .375  | .583  | 3.7 | 1.1 | .5  | .3  | 4.1 |